# Marco Nassivera
Marco Nassivera (* 3. August 1965) ist ein französisch-italienischer Journalist.

## Leben
Nach dem Abitur (Bac A1) 1984 in Sélestat studierte er Geschichte an der Université Marc Bloch (heute Universität Straßburg). Von 1988 bis 1990 ließ er sich am Centre de Formation et Perfectionnement des Journalistes in Paris ausbilden. Im Anschluss begann er bei RBS in Straßburg. Von 1991 bis 1995 war er freier Reporter für arte und France 3. 1995 wurde er Chef vom Dienst der Nachrichtensendung 7 1/2 bei arte. Von 1998 bis 2001 war er als Reporter für ARTE Reportage tätig. 2001 übernahm er deren Redaktionsleitung. Seit 2013 ist er Leiter der Hauptabteilung Information und Aktuelles (Chefredakteur) bei arte.